# Avetianella ambigua
Avetianella ambigua är en stekelart som beskrevs av Zhang och Huang 2004. Avetianella ambigua ingår i släktet Avetianella och familjen sköldlussteklar. Inga underarter finns listade.